# Protapanteles perplexus
Protapanteles perplexus är en stekelart som först beskrevs av Muesebeck 1922.  Protapanteles perplexus ingår i släktet Protapanteles och familjen bracksteklar. Inga underarter finns listade i Catalogue of Life.